# Anaspis funagata
Anaspis funagata là một loài bọ cánh cứng trong họ Scraptiidae. Loài này được Konô miêu tả khoa học năm 1928.